# Ицхак ха-Леви Ландау Сегал

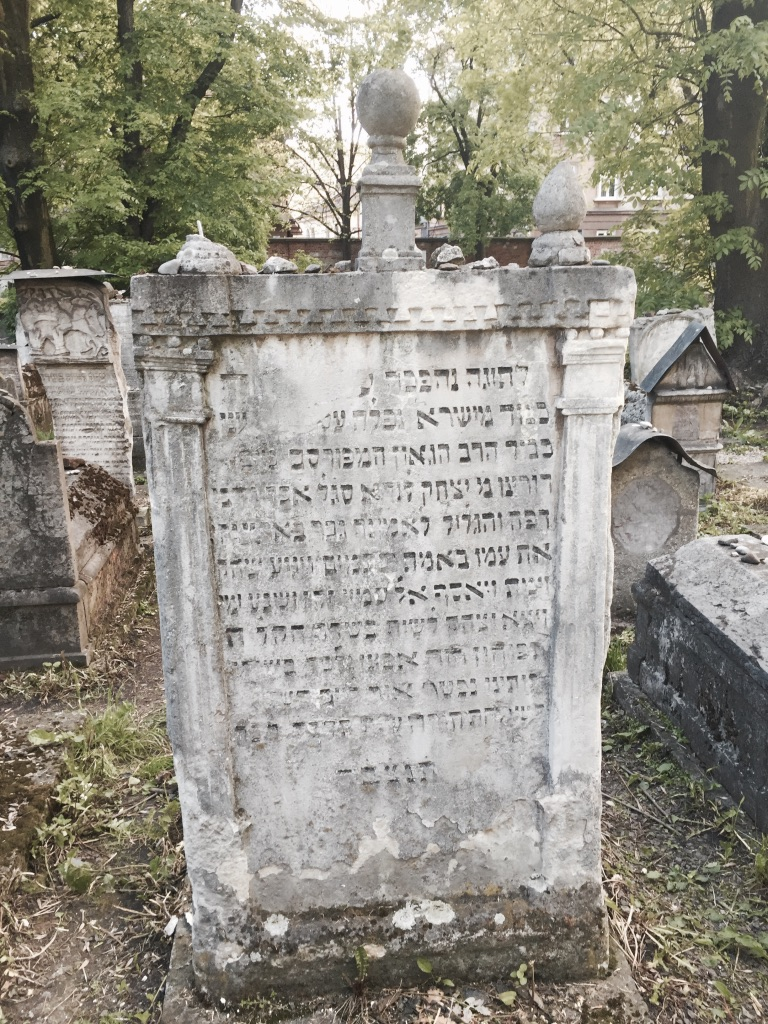
Могила раввина Ицхака Сегала Ланда на древнем еврейском кладбище в Кракове

Ицхак Сегаль Ланда (1689, Опатув — 16 октября 1767) — ашкеназский раввин первой половины XVIII века. В разные годы был раввином важных еврейских общин: Тарлова, Опатува, Жолквы, провинции Львова и Кракова.

## Биография
- Родился в Опатове в 1689 году. Его отцом был раввин Цви Гирш Ланда (1643—1714), избранный одним из руководителей «Ваада четырёх земель» (центральный орган автономного еврейского общинного самоуправления в Речи Посполитой, действовавший с середины XVI до второй половины XVIII веков)
- В 1719 году он был назначен раввином еврейской Апты (Опатова) и прослужил там несколько лет.
- В 1729 году был назначен раввином Жолквы и главой раввинатского суда (АБД).
- В 1736 году он был избран раввином Львова и Галиции.
- В 1754 году стал раввином и главой раввинатского суда Кракова, где и прослужил до своей смерти 16 октября 1767 года.

Похоронен на древнем еврейском кладбище Кракова

## Деятельность
Труды, принадлежащие его перу, не сохранились (или неизвестны), но остались «аскамот» (הסכמות, «согласие» — [письмо-вступление]), которые он дал на многие книги.
Несмотря на то, что являлся дальним родственником раввина Якова Эмдена, принял сторону раввина Йонатана Эйбещюца во время обвинений последнего в саббатианстве. Подписал херем (бойкот) против книги, которая обвиняла раввина Эйбещюца.

## Семья
- Был женат на дочери раввина Симхи Менахема бен Баруха Йоханана, личного врача короля Польши Яна
- Было два сына: раввин Яков Сегал Ланда, служивший раввином Тернополя; раввин Цви Йосеф Ланда.
- Его брат, раввин Иегуда Сегал Ланда (1672—1733) был избран парнасом (попечитель и полномочный представитель еврейской общины) «Ваада четырёх земель» и является отцом знаменитейшего пражского раввина Йехезкеля Ландау, известного по также по названию его главного труда «Нода би-Иехуда».
- Другой брат раввин Авраам (1670—1748) был главой раввинатского суда в Опатове и является дальним предком знаменитого физика Льва Ландау